# Хамерня (Люблинское воеводство)
Хамерня (пол. Hamernia) — деревня в Билгорайском повете Люблинского воеводства Польши. Входит в состав гмины Юзефув. По данным переписи 2011 года, в деревне проживало 343 человека.

## География
Деревня расположена на юго-востоке Польши, на границе Расточья и Сандомирской низменности, на правом берегу реки Сопот, на расстоянии приблизительно 30 километров к востоку от города Билгорай, административного центра повета. Абсолютная высота — 258 метров над уровнем моря. К северу от населённого пункта проходит региональная автодорога 853.

## История
Основана в начале XVII века и первоначально называлась Руда-Сопоцка. В середине XVIII века в деревне была возведена кузница (хамерн), по которой населённый пункт получил своё современное название. В период с 1975 по 1998 годы деревня входила в состав Замойского воеводства.

## Население
Демографическая структура по состоянию на 31 марта 2011 года:
|         | Всего | До трудоспособного возраста | Трудоспособного возраста | Старше трудоспособного возраста |
| ------- | ----- | --------------------------- | ------------------------ | ------------------------------- |
| Мужчины | 172   | 34                          | 111                      | 27                              |
| Женщины | 171   | 28                          | 91                       | 52                              |
| Всего   | 343   | 62                          | 202                      | 79                              |